# Dyskografia Annie Lennox
Dyskografia Annie Lennox składa się z sześciu albumów studyjnych, jednej kompilacji, jednego minialbumu (EP) i dwudziestu siedmiu singli. Piosenkarka ma w swoim dorobku także cztery wydawnictwa wideo i dwadzieścia cztery teledyski.
Do 2009 roku Lennox związana była z wytwórnią RCA, wchodzącą w skład koncernu Sony. Jej kolejne albumy ukazywały się nakładem wytwórni Island, Decca i Blue Note będącymi częścią Universal Music Group.
Poniższa dyskografia prezentuje wyłącznie solowy dorobek Annie Lennox i nie uwzględnia płyt Eurythmics.

## Albumy studyjne
| Rok  | Tytuł                     | Pozycje na listach | Pozycje na listach | Pozycje na listach | Pozycje na listach | Pozycje na listach | Pozycje na listach | Pozycje na listach | Pozycje na listach | Pozycje na listach | Pozycje na listach | Certyfikaty                                                   |
| Rok  | Tytuł                     | [ 1 ]              | [ 2 ]              | [ 3 ]              | [ 4 ]              | [ 5 ]              | [ 6 ]              | [ 7 ]              | [ 8 ]              | [ 9 ]              | [ 10 ]             | Certyfikaty                                                   |
| ---- | ------------------------- | ------------------ | ------------------ | ------------------ | ------------------ | ------------------ | ------------------ | ------------------ | ------------------ | ------------------ | ------------------ | ------------------------------------------------------------- |
| 1992 | Diva                      | 1                  | 23                 | 6                  | 5                  | 3                  | 5                  | —                  | 5                  | 11                 | 7                  | - UK: 4 × Platyna - USA: 2 × Platyna - GER: Złoto             |
| 1995 | Medusa                    | 1                  | 11                 | 4                  | 6                  | 2                  | 7                  | 5                  | 4                  | 4                  | 5                  | - UK: 2 × Platyna - USA: 2 × Platyna - GER: Złoto - PL: Złoto |
| 2003 | Bare                      | 3                  | 4                  | 5                  | 7                  | 17                 | 18                 | 34                 | 29                 | 16                 | 10                 | - UK: Złoto - USA: Złoto                                      |
| 2007 | Songs of Mass Destruction | 7                  | 9                  | 15                 | 7                  | 25                 | 26                 | 28                 | 26                 | —                  | 41                 | - UK: Srebro                                                  |
| 2010 | A Christmas Cornucopia    | 16                 | 35                 | 37                 | 38                 | 35                 | 60                 | 115                | 24                 | 38                 | —                  | - UK: Złoto                                                   |
| 2014 | Nostalgia                 | 9                  | 10                 | 15                 | 8                  | 10                 | 34                 | 75                 | 34                 | 25                 | 16                 | - UK: Złoto                                                   |

## Kompilacje
| Rok  | Tytuł                       | Pozycje na listach | Pozycje na listach | Pozycje na listach | Pozycje na listach | Pozycje na listach | Pozycje na listach | Pozycje na listach | Pozycje na listach | Pozycje na listach | Certyfikaty                |
| Rok  | Tytuł                       | [ 1 ]              | [ 15 ]             | [ 2 ]              | [ 3 ]              | [ 4 ]              | [ 5 ]              | [ 6 ]              | [ 9 ]              | [ 10 ]             | Certyfikaty                |
| ---- | --------------------------- | ------------------ | ------------------ | ------------------ | ------------------ | ------------------ | ------------------ | ------------------ | ------------------ | ------------------ | -------------------------- |
| 2009 | The Annie Lennox Collection | 2                  | 3                  | 34                 | 15                 | 23                 | 27                 | 25                 | 4                  | 10                 | - UK: Platyna - IRL: Złoto |

## EP
- 2019: Lepidoptera

## Single
| Rok  | Tytuł                                             | Pozycje na listach | Pozycje na listach | Pozycje na listach | Pozycje na listach | Pozycje na listach | Pozycje na listach | Pozycje na listach | Pozycje na listach | Pozycje na listach | Pozycje na listach | Album                        |
| Rok  | Tytuł                                             | [ 1 ]              | [ 17 ]             | [ 18 ]             | [ 3 ]              | [ 4 ]              | [ 5 ]              | [ 6 ]              | [ 7 ]              | [ 8 ]              | [ 10 ]             | Album                        |
| ---- | ------------------------------------------------- | ------------------ | ------------------ | ------------------ | ------------------ | ------------------ | ------------------ | ------------------ | ------------------ | ------------------ | ------------------ | ---------------------------- |
| 1988 | „Put a Little Love in Your Heart” (oraz Al Green) | 28                 | 30                 | 9                  | 20                 | 11                 | 4                  | 9                  | —                  | —                  | 6                  | Scrooged – OST               |
| 1992 | „Why”                                             | 5                  | 5                  | 34                 | 12                 | 6                  | 11                 | 8                  | —                  | 10                 | 17                 | Diva                         |
| 1992 | „Precious”                                        | 23                 | —                  | —                  | 49                 | 37                 | —                  | 39                 | —                  | 28                 | 83                 | Diva                         |
| 1992 | „Walking on Broken Glass”                         | 8                  | 8                  | 14                 | 51                 | —                  | —                  | 61                 | —                  | 31                 | 58                 | Diva                         |
| 1992 | „Cold”                                            | 26                 | —                  | —                  | —                  | —                  | —                  | 51                 | —                  | —                  | 80                 | Diva                         |
| 1993 | „Little Bird”                                     | 3                  | 3                  | 49                 | 29                 | 34                 | —                  | —                  | —                  | —                  | 38                 | Diva                         |
| 1993 | „Love Song for a Vampire”                         | —                  | —                  | —                  | —                  | —                  | —                  | —                  | 10                 | —                  | —                  | Dracula – OST                |
| 1995 | „No More „I Love You’s””                          | 2                  | 2                  | 23                 | 27                 | 14                 | 11                 | 17                 | 13                 | 15                 | 16                 | Medusa                       |
| 1995 | „A Whiter Shade of Pale”                          | 16                 | 25                 | —                  | 77                 | 26                 | —                  | 39                 | 17                 | —                  | 56                 | Medusa                       |
| 1995 | „Waiting in Vain”                                 | 31                 | —                  | —                  | —                  | —                  | —                  | —                  | —                  | —                  | —                  | Medusa                       |
| 1995 | „Something So Right” (oraz Paul Simon)            | 44                 | —                  | —                  | —                  | —                  | —                  | —                  | —                  | —                  | —                  | Medusa                       |
| 2003 | „Pavement Cracks”                                 | —                  | —                  | —                  | —                  | —                  | —                  | —                  | —                  | —                  | —                  | Bare                         |
| 2003 | „A Thousand Beautiful Things”                     | —                  | —                  | —                  | —                  | —                  | —                  | —                  | —                  | —                  | —                  | Bare                         |
| 2003 | „Wonderful”                                       | —                  | —                  | —                  | —                  | —                  | —                  | —                  | —                  | —                  | —                  | Bare                         |
| 2003 | „Into the West”                                   | —                  | —                  | —                  | —                  | —                  | —                  | —                  | —                  | —                  | —                  | The Return of the King – OST |
| 2007 | „Dark Road”                                       | 58                 | —                  | —                  | —                  | 45                 | —                  | —                  | —                  | —                  | —                  | Songs of Mass Destruction    |
| 2007 | „Sing”                                            | 161                | —                  | —                  | —                  | —                  | —                  | —                  | —                  | —                  | —                  | Songs of Mass Destruction    |
| 2008 | „Many Rivers to Cross”                            | —                  | —                  | 80                 | —                  | —                  | —                  | —                  | —                  | —                  | —                  | The Annie Lennox Collection  |
| 2009 | „Shining Light”                                   | 39                 | —                  | —                  | —                  | —                  | —                  | —                  | —                  | —                  | —                  | The Annie Lennox Collection  |
| 2009 | „Pattern of My Life”                              | —                  | —                  | —                  | —                  | —                  | —                  | —                  | —                  | —                  | —                  | The Annie Lennox Collection  |
| 2009 | „Full Steam” (oraz David Gray)                    | —                  | —                  | —                  | —                  | —                  | —                  | —                  | —                  | —                  | —                  | Draw the Line                |
| 2010 | „Universal Child”                                 | 88                 | —                  | —                  | —                  | —                  | —                  | —                  | —                  | —                  | —                  | A Christmas Cornucopia       |
| 2010 | „God Rest Ye Merry Gentlemen”                     | 126                | —                  | —                  | —                  | —                  | —                  | —                  | —                  | —                  | —                  | A Christmas Cornucopia       |
| 2011 | „The Holly and the Ivy”                           | —                  | —                  | —                  | —                  | —                  | —                  | —                  | —                  | —                  | —                  | A Christmas Cornucopia       |
| 2014 | „I Put a Spell on You”                            | 63                 | —                  | 97                 | 63                 | 44                 | 60                 | —                  | 29                 | 81                 | 91                 | Nostalgia                    |
| 2014 | „Summertime”                                      | —                  | —                  | —                  | —                  | —                  | —                  | —                  | —                  | —                  | —                  | Nostalgia                    |
| 2014 | „Georgia on My Mind”                              | —                  | —                  | —                  | —                  | —                  | —                  | —                  | —                  | —                  | —                  | Nostalgia                    |

## DVD
| Rok  | Tytuł                       | Format       |
| ---- | --------------------------- | ------------ |
| 1992 | Totally Diva                | VHS, DVD     |
| 1995 | Live in Central Park        | VHS, DVD     |
| 2009 | The Annie Lennox Collection | DVD          |
| 2015 | An Evening of Nostalgia     | DVD, Blu-ray |

## Teledyski
| Rok  | Tytuł                             | Reżyser                |
| ---- | --------------------------------- | ---------------------- |
| 1988 | „Put a Little Love in Your Heart” | Sophie Muller          |
| 1990 | „Ev'ry Time We Say Goodbye”       | Edward Lachman         |
| 1992 | „Why”                             | Sophie Muller          |
| 1992 | „Precious”                        | Sophie Muller          |
| 1992 | „Walking on Broken Glass”         | Sophie Muller          |
| 1992 | „Legend in My Living Room”        | Sophie Muller          |
| 1992 | „Cold”                            | Sophie Muller          |
| 1992 | „Money Can't Buy It”              | Sophie Muller          |
| 1992 | „Primitive”                       | Sophie Muller          |
| 1992 | „Keep Young and Beautiful”        | Sophie Muller          |
| 1992 | „The Gift”                        | Sophie Muller          |
| 1993 | „Little Bird”                     | Sophie Muller          |
| 1993 | „Love Song for a Vampire”         | Sophie Muller          |
| 1995 | „No More „I Love You’s”"          | Joe Dyer, Annie Lennox |
| 1995 | „A Whiter Shade of Pale”          | Joe Dyer, Annie Lennox |
| 1995 | „Waiting in Vain”                 | Annie Lennox, Joe Dyer |
| 1995 | „Something So Right”              | Annie Lennox, Joe Dyer |
| 2003 | „Pavement Cracks”                 |                        |
| 2003 | „A Thousand Beautiful Things”     |                        |
| 2007 | „Dark Road”                       |                        |
| 2007 | „Sing”                            |                        |
| 2009 | „Shining Light”                   | Phil Griffin           |
| 2009 | „Pattern of My Life”              |                        |
| 2009 | „Full Steam”                      |                        |
| 2010 | „God Rest Ye Merry Gentlemen”     |                        |